# Menu Iniciar

Menu Iniciar no Windows 11

O Menu Iniciar é um elemento gráfico presente na interface gráfica de usuário do sistema operacional Microsoft Windows desde o Windows 95. Ele fornece uma tela de atalhos para a utilização de programas de computador e a execução de outras tarefas. Possui nomes diferentes em outros sistemas operacionais e gerenciador de janelas, como Kickoff Application Launcher no KDE, Dash no GNOME e Unity e Tela Iniciar no Windows 8.
Tradicionalmente, o Menu Iniciar fornece uma lista personalizada de programas para que o usuário possa abri-lo, uma lista de documentos abertos recentemente, uma forma de encontrar arquivos e obter ajuda, acesso à configuração do sistema e comandos para desligar a máquina. Algumas atualizações posteriores incluíram atalhos para pastas pessoais como ''Meus Documentos", "Músicas" e "Imagens".

## Versões

### Primeira versão
O menu Iniciar foi introduzido no Windows 95 e Windows NT 4.0 mas estava sendo desenvolvido pela Microsoft desde 1992, sendo originalmente rotulado como "System" pelos testadores da época. Foi feito para facilitar o uso do Gerenciador de Programas dos sistemas operacionais anteriores. O Gerenciador de Programas consistia em uma interface de documentos múltiplos (MDI) que permitia aos usuários abrir "grupos de programas" separados e, em seguida, executar os atalhos para programas contidos dentro deles. Não tinha a capacidade de aninhar grupos dentro de outros grupos.

Menu Iniciar do Windows 10

O Windows 95 e o Windows NT 4.0 substituíram o Gerenciador de Programas pela Área de Trabalho e pelo menu Iniciar. Este último era semelhante em alguns aspectos com o menu dos computadores Machintosh da Apple nos sistemas operacionais Mac OS e este não tinha as mesmas limitações mencionadas: apenas um menu, permitindo um agrupamento aninhado mantendo apenas um grupo aberto no momento. O menu também oferecia a capacidade de desligar e fazer log off do computador.

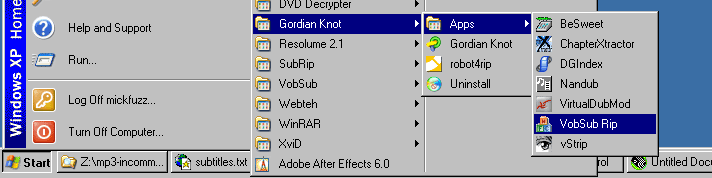
Menu Iniciar no Windows XP

Com o lançamento do Internet Explorer e de outras versões posteriores do Windows, tornou-se possível personalizar o menu Iniciar, adicionando os Favoritos do Internet Explorer, a pasta Meus Documentos e a adição de Ferramentas Administrativas (Windows 2000 e versões posteriores) a partir do menu Iniciar. Os itens e atalhos podem ser simplesmente arrastados e adicionados ao menu Iniciar.
O Windows XP e o Windows Server 2003 trouxeram um novo design do menu, os desenvolvedores ainda ofereceram a capacidade de mudar de volta para a verão mais antiga do menu Iniciar. Esta mesma versão também está disponível no Windows Vista e Windows Server 2008. No entanto, ele está ausente no Windows 7, Windows Server 2008 R2 e outras versões posteriores do Windows.